# 阿格尼丝·玛丽·克勒克
阿格尼丝·玛丽·克勒克（英語：Agnes Mary Clerke，1842年2月10日—1907年1月20日）是一位女天文学家及天文领域作家，出生于爱尔兰科克郡斯基伯林镇，在伦敦去世。

## 家庭
阿格尼丝·克勒克的父亲约翰·威廉·克勒克（1814年-1890年）是斯基伯林一名银行经理，母亲凯瑟琳·玛丽·迪齐(约出生于1819年)为当地司法常务官的女儿。阿格尼丝·克勒克姐弟共三人，姐姐埃伦·玛丽·克勒克出生于1840年，弟弟奥布里·圣约翰出生于1843年，三人全都是在家里接受的教育。

## 生活和事业
按照父亲的安排，克勒克在学习传统学科的同时，也学习天文课程-她从小就对天文学产生了兴趣，曾用父亲的望远镜进行天文观察，并在15岁时就开始记录天文观察笔记。1861年在她18岁时，全家搬到都柏林，1863年又转至皇后镇。25岁时，曾因她和姐姐埃伦二人的健康原因去了意大利，并一直在那呆到1877年，主要在佛罗伦萨学习科学、语言和其它一些对日后有用的学科,1877年在伦敦定居。
回国后，她在1877年10月的《爱丁堡评论》上发表了二篇在意大利所写的文章：《西西里岛的抢劫》和《在意大利的哥白尼》，这引起了亚当和查尔斯·布拉克公司-杂志出版商(曾出版过《大英百科全书》)的注意，并聘请她为第九版《大英百科全书》专门撰写一系列著名科学家的传记。该项工作也使她得到另外的一些聘用，如为《天主教百科全书》撰写有关天文方面的文章。在她一生的职业生涯中，曾写下过许多包括法文、德语、希腊语和意大利语在内的书刊评论。
1885年，她发表了最著名的《十九世纪天文史》，该书内容被公认为超越了她所在的那个时代
克勒克并不是一名从事实际研究的天文学家，而是整理、解释和总结开方研究结果，1888年，她受台长大卫·吉尔爵士和他妻子邀请，在南非天文台作客三个月，充分掌握了天体光谱学知识，从而使她能够清晰地了解这门新的科学分支。
1892年她被大不列颠皇家学会授予100畿尼的阿克顿奖（Actonian Prize） ，并作为英国天文协会成员出席定期会议及英国皇家天文学会会议。1903年，她与哈金斯夫人一道被选为英国皇家天文学会名誉会员，以前仅只有二位女性曾获得过这一资格：卡罗琳·赫歇尔和玛丽·费尔法克斯·萨默维尔。
她的姐姐埃伦·玛丽·克勒克(1840年-1906年)也撰写过一些有关天文方面的著作。
月球上的克勒克陨石坑就是以她的名字命名的。
2012年退休的天文学讲师玛丽·布鲁克(Mary Brück)曾写过一本有关她的书籍—《阿格尼丝·玛丽·克勒克和天体物理学的兴起》。

## 部分著作
- 《十九世纪天文学史》，爱丁堡(第四版，伦敦，1902年)；
- 《恒星系》，伦敦，1890年(第二版，伦敦，1905年)；
- 《赫歇尔和现代天文学》，伦敦，1895年；
- 《简明天文学知识》(与约翰·埃拉德·戈尔和 阿尔弗雷德·福勒合著，伦敦，1898年)；
- 《天体物理学中的问题》，伦敦，1903年；
- 《现代宇宙进化论》，伦敦，1905年；
- 《霍默熟悉的研究》，伦敦，1892年。

她还在《爱丁堡评论》上发表过55篇文章，主要是一些与天体物理学有关的主题以及为牛津国家人物传记大辞典、大英百科全书、天主教百科全书以及其它几种期刊撰写的文章。她在大英百科全书第九版中的文章包括有伽利略·伽利莱、亚历山大·冯·洪堡、约翰内斯·开普勒、安托万-洛朗·德·拉瓦锡和黄道带等。

## 参引资料
1. ↑  For details of the life and work of Agnes Clerk, see Weitzenhoffer, Kenneth. . Sky and Telescope. 1985, (9): 211–212. Bibcode:1985S&T....70..211W.
2. ↑  Huggins, Margaret L. . Monthly Notices of the Royal Astronomical Society (London: Royal Astronomical Society). 1907, 67 (4): 230–231. Bibcode:1907MNRAS..67..230.. doi:10.1093/mnras/67.4.230.
3. ↑  . The Observatory. 1907, 30: 107–108. Bibcode:1907Obs....30..107..
4. ↑  Lynn, William T. . Journal of the British Astronomical Association (London: British Astronomical Association). 1907, 17 (4): 188–189. Bibcode:1907JBAA...17..188..
5. ↑  Huggins, Margaret L. . Astrophysical Journal. 1907, 25 (3): 226–230  [2017-05-29]. Bibcode:1907ApJ....25..226H. doi:10.1086/141436. （原始内容存档于2019-04-28）.
6. ↑  Dent, Elsie A. . Journal of the Royal Astronomical Society of Canada (Royal Astronomical Society of Canada). 1907, 1 (2): 81–84. Bibcode:1907JRASC...1...81D.
7. ↑  See, Thomas J. J. . Popular Astronomy. 1907, 15 (6): 323–326. Bibcode:1907PA.....15..323S.
8. 1 2 3 4 5  O'Connor, J J; Robertson, E F. . School of Mathematics and Statistics University of St Andrews. July 2008  [14 August 2016]. （原始内容存档于2019-11-10）.
9. ↑   (38236). London: The Times. 22 January 1907: 12; col D  [6 December 2008]. （原始内容存档于2011-08-18）.
10. ↑  England 1871 census Class: RG10; Piece: 870; Folio: 118; Page: 24; GSU roll: 827769.
11. 1 2  Ogilvie, Marilyn; Harvey, Joy (编).  1. Routledge: New York and London. : 269–271. ISBN 0-415-92039-6.
12. ↑  Cliver, E W. . Astronomy & Geophysics. 2007, 48 (3): 25–26  [14 August 2016].
13. 1 2  Important Contributors to the Britannica, 9th and 10th Editions Important Contributors to the Britannica, 9th and 10th Editions （页面存档备份，存于）, 1902encyclopedia.com. Retrieved 16 April 2017.
14. ↑  Brake, Laurel; Demoor, Marysa (编). . . Academia Press. 2009: 127–128  [2017-05-29]. （原始内容存档于2019-06-08）.
15. ↑  Haines, Catharine. . Santa Barbara, California: ABC-CLIO. 2001: 67  [2017-05-29]. ISBN 1-57607-090-5. （原始内容存档于2019-06-07）.
16. ↑  Brück, Mary T. . Cambridge, England: Cambridge University Press. 2002. Bibcode:2002amcr.book.....B. ISBN 0521808448.

- . . New York: Robert Appleton Company. 1913.

## 延伸阅读
- Brück, M.T. . Cambridge: Cambridge University Press. 2002. ISBN 0-521-80844-8. OCLC 47805069. doi:10.2277/0521808448.
- Huggins, Margaret Lindsay.  (PDF). The Astrophysical Journal (Chicago: American Astronomical Society). April 1907, 25 (1): 225–30  [18 August 2008]. Bibcode:1907ApJ....25..226H. doi:10.1086/141436.
- Brück, Mary T. . The Antiquarian Astronomer (Society for the History of Astronomy). 2004, 1: 3–5  [11 May 2015]. Bibcode:2004AntAs...1....3B. （原始内容存档于2022-01-21）.
- Brück, Mary T. . Hockey, Thomas; Trimble, Virginia; Williams, Thomas R.  (编). . New York: Springer Publishing. 2014  [7 November 2015]. ISBN 978-1-4419-9917-7. doi:10.1007/978-1-4419-9917-7_290. （原始内容存档于2020-08-14）.
- Hollis, Henry Park; Brück, Mary T. . Oxford, England: Oxford University Press. 2004. doi:10.1093/ref:odnb/32444. |contribution=被忽略 (帮助);